# Robert Gates
Robert Michael Gates (* 25. září 1943 Wichita) je americký politik a mezi roky 2006 a 2011 ministr obrany Spojených států amerických v administrativách prezidentů George W. Bushe a Baracka Obamy. V období let 1991–1993 řídil zpravodajskou službu CIA.

## Studium
Narodil se za druhé světové války v kansaském městě Wichita. V dětství a mládí se věnoval skautství. Po absolvování místní střední školy v roce 1961 (s vyznamenáním) chtěl studovat historii. Získal stipendium na College of William and Mary, kterou absolvoval v roce 1965, o 2 roky později získal M. A. na Indiana University Bloomington, a v roce 1974 získal doktorát z historie, (studoval dějiny Ruska a Sovětského svazu).

## Kariéra
Pracoval pro Národní bezpečnostní radu pod Georgem W. Bushem. V Ústřední zpravodajské službě působil 26 let. Hned po nástupu do organizace v roce 1966 sloužil jako důstojník amerického letectva. V letech 1986–1989, tedy v době vypuknutí aféry Írán-contras, byl zástupcem ředitele CIA. Nezávislá komise vyšetřující aféru Írán-contras obvinila Gatese z toho, že v rozporu se svým prohlášením před soudní porotou věděl o převodu výnosů z prodeje zbraní do Íránu na podporu contras v Salvadoru. CIA vedl od listopadu 1991 do nástupu administrativy prezidenta Clintona v lednu 1993.
Po odchodu ze CIA se stal prezidentem univerzity A&M v Texasu; kvůli zachování tohoto postu se rozhodl odmítnout nominaci na místo ředitele Národní rozvědky (Director of National Intelligence, DNI). Začal též působit ve vedeních několika společností.
V roce 2001 pracoval spolu s Jamesem A. Bakerem III. a Lee Hamiltonem ve skupině The Iraq Study Group, která studovala Válku v Iráku. Dne 8. listopadu 2006 se stal 22. ministrem obrany Spojených států (po Donaldu Rumsfeldovi), z řad demokratů i republikánů. V Gatesově profilu, napsaném v roce 2007 americkým poradcem Zbigniewem Brzezinskim a otištěným v časopise Time, je jmenován nejvlivnějším mužem roku. Gates si funkci ministra obrany udržel i s příchodem administrativy Baracka Obamy.
Od vlády Spojených států amerických obdržel 7 medailí a 7 dalších vyznamenání a ocenění.